# Rush Limbaugh
Rush Hudson Limbaugh III (Cape Girardeau, 12 de janeiro de 1951 — Palm Beach, 17 de fevereiro de 2021) foi um radialista, autor, ativista político, e comentarista conservador norte-americano. Ele apresentava o programa The Rush Limbaugh Show. De acordo com uma estimativa feita em dezembro de 2015 pela Talkers Magazine, Rush Limbaugh teria uma audiência semanal acumulada em seu programa de rádio de aproximadamente 13,25 milhões de ouvintes únicos  (que ouviram o seu programa ao menos por 5 minutos consecutivos), o que coloca o seu programa de rádio, de estilo talk show, entre os de maior audiência em todo os Estados Unidos.
Desde os 16 anos, Limbaugh trabalhou em uma série de trabalhos esporádicos como DJ. O seu talk show no rádio aos moldes atuais teve início em 1984 em Sacramento, California, na estação de rádio KFBK (AM), em que apresentava o seu formato de programa tipicamente contínuo, com comentários políticos e chamadas para participação dos ouvintes.
Finalmente, em 1988, Limbaugh começou a apresentar o seu programa nacionalmente a partir da rádio WABC (AM) sediada em Nova York, e em 2014 o seu programa então passou a ser transmitido pela rádio WOR (AM).
Na década de 1990, Limbaugh publicou os livros The Way Things Ought to Be (1992) e See, I Told You So (1993) que foram incluídos na lista dos best seller da The New York Times. Nas suas publicações e no seu programa, Limbaugh frequentemente criticava políticas de cunho liberal (de esquerda) e a própria classe política como um todo, bem como o que ele considera como o viés liberal que segundo ele predomina na mídia mainstream norte-americana. Limbaugh esteve entre as pessoas mais bem pagas nos EUA no ramo midiático, sendo que somente em 2008 assinou um contrato de oito anos com a sua emissora cujo valor foi de aproximadamente US$400 milhões. O sucesso acumulado ao longo dos anos trouxe novamente prestígio às estações de rádio AM nos EUA. Em 2015, a Forbes totalizou os seus ganhos em  US$79 milhões ao longo dos últimos 12 mês daquela data, e o ranqueou como a 11ª celebridade mais bem paga do mundo. No seu mais recente contrato, assinado em 31 de julho de 2016, ficou acordado que ele transmitiria o seu programa de rádio até 2020, data em que completará 32 anos no ar.
Limbaugh possuia visões que muitos associam a extrema-direita e ao conservadorismo americano. Já expressou publicamente vários opiniões controversas sobre raça, assuntos LGBT, feminismo, e consentimento sexual. Ele nega que mudança climática seja verdadeira e apoiou diversas ações militares americanas no Oriente Médio. Foi um assíduo republicano e fervoroso defensor do ex presidente Donald Trump. Limbaugh, um proponente da ideia de excepcionalismo americano, frequentemente criticava políticos que ele acreditava rejeitar essa noção, vendo-os como antipatrióticos ou anti-americanos.

## Morte
Limbaugh morreu em 17 de fevereiro de 2021 devido a um câncer de pulmão.